# Listă de filme refăcute A-M
Aceasta este o listă de filme refăcute:
A -
B - C -
D - E -
F - G -
H -
 I  -
J - K -
L - M -
N - O -
P - Q -
R - S -
T - U -
V - W -
X - Y -
Z

## #
| Remake | Versiunea originală                                                                               |
| --- | ------------------------------------------------------------------------------------------------- |
| 12 (2007) regizat de Nikita Mihalkov 12 Angry Men (1997) regizat de William Friedkin Ek Ruka Hua Faisla (1986) regizat de Basu Chatterjee | 12 Angry Men (1957) regizat de Sidney Lumet                                                       |
| 13 (2010) regizat de Géla Babluani | 13 Tzameti (2005) regizat de Géla Babluani                                                        |
| 13 Assassins (2011) regizat de Takashi Miike                                                                                              | Jûsan-nin no shikaku (1963) regizat de Eiichi Kudo                                                |
| The 13th Letter (1951) regizat de Otto Preminger                                                                                          | Le Corbeau (1943) regizat de Henri-Georges Clouzot                                                |
| 101 Dalmatians (1996) regizat de Stephen Herek                                                                                            | One Hundred and One Dalmatians (1961) regizat de Clyde Geronimi Based on the novel by Dodie Smith |
| 2001 Maniacs (2005) regizat de Tim Sullivan                                                                                               | Two Thousand Maniacs! (1964) regizat de Herschell Gordon Lewis                                    |
| 3:10 to Yuma (2007) regizat de James Mangold                                                                                              | 3:10 to Yuma (1957) regizat de Delmer Daves                                                       |

## A
| Remake | Versiunea originală |
| --- | --- |
| Abbott and Costello Meet the Invisible Man (1951) regizat de Charles Lamont                                                                                       | The Invisible Man Returns (1940) regizat de Joe May |
| An Affair to Remember (1957) regizat de Leo McCarey | Love Affair (1939) regizat de Leo McCarey |
| Against All Odds (1984) regizat de Taylor Hackford | Out of the Past (1947) regizat de Jacques Tourneur |
| Alfie (2004) regizat de Charles Shyer | Alfie (1966) regizat de Lewis Gilbert |
| Algiers (1938) regizat de John Cromwell | Pépé le Moko (1937) regizat de Julien Duvivier |
| Always (1989) regizat de Steven Spielberg | A Guy Named Joe (1943) regizat de Victor Fleming |
| The Amityville Horror (2005) regizat de Andrew Douglas | The Amityville Horror (1979) regizat de Stuart Rosenberg Based on the novel by Jay Anson                                                                                                |
| And God Created Woman (1988) regizat de Roger Vadim | Et Dieu... créa la femme (1956) regizat de Roger Vadim |
| And Soon the Darkness (2010) regizat de Marcos Efron | And Soon the Darkness (1970) regizat de Robert Fuest |
| Angels in the Outfield (1994) regizat de William Dear | Angels in the Outfield (1951) regizat de Clarence Brown |
| Angel on My Shoulder (1980) regizat de John Berry | Angel on My Shoulder (1946) regizat de Archie Mayo |
| Annie (1999) regizat de Rob Marshall | Annie (1982) regizat de John Huston Both based on the Thomas Meehan/Charles Strouse/Martin Charnin musical, which in turn came from the comic strip Little Orphan Annie, by Harold Gray |
| Annavaram (2006) regizat de Bhimaneni Srinivas Rao | Thirupaachi (2005) regizat de Perarasu |
| Another Fine Mess (1930) regizat de James Parrott | Duck Soup (1927) regizat de Fred Guiol |
| Anthropophagous 2000 (1999) regizat de Andreas Schnaas | Antropophagus (1980) regizat de Joe D'Amato |
| April Fool's Day (2008) regizat de Mitchell Altieri & Phil Flores                                                                                                 | April Fool's Day (1986) regizat de Fred Walton |
| Apthamitra (2004) regizat de P. Vasu Chandramukhi (2005) regizat de P. Vasu Rajmohol (2005) regizat de Swapan Saha Bhool Bhulaiyaa (2008) regizat de Priyadarshan | Manichitrathazhu (1993) regizat de Fazil |
| Arch of Triumph (1985) regizat de Waris Hussein | Arch of Triumph (1948) regizat de Lewis Milestone |
| The Arena (2001) regizat de Timur Bekmambetov | The Arena (1974) regizat de Steve Carver |
| Arthur (2011) regizat de Jason Winer | Arthur (1981) regizat de Steve Gordon |
| Assault on Precinct 13 (2005) regizat de Jean-François Richet | Assault on Precinct 13 (1976) regizat de John Carpenter |
| Attack of the 50 Ft. Woman (1993) regizat de Christopher Guest | Attack of the 50 Foot Woman (1958) regizat de Nathan H. Juran |

## B
| Remake                                                                                                | Versiunea originală                                                                         |
| --- | ------------------------------------------------------------------------------------------- |
| The Bachelor (1999) regizat de Gary Sinyor                                                            | Seven Chances (1925) regizat de Buster Keaton                                               |
| Bad News Bears (2005) regizat de Richard Linklater                                                    | The Bad News Bears (1976) regizat de Michael Ritchie                                        |
| The Ballad of Naramaya (1983) regizat de Shohei Imamura                                               | The Ballad of Naramaya (1958) regizat de Keisuke Kinoshita                                  |
| The Bad Seed (1985) regizat de Paul Wendkos                                                           | The Bad Seed (1956) regizat de Mervyn LeRoy                                                 |
| Bangkok Dangerous (2008) regizat de The Pang Brothers                                                 | Bangkok Dangerous (1999) regizat de The Pang Brothers                                       |
| Battle Beyond the Stars (1980) regizat de Jimmy T. Murakami The Magnificent Seven (1960) John Sturges | Shichinin no samurai (1954) regizat de Akira Kurosawa                                       |
| The Battle of the Sexes (1928) regizat de D. W. Griffith                                              | The Battle of the Sexes (1914) regizat de D. W. Griffith                                    |
| The Beat that My Heart Skipped (2005) regizat de Jacques Audiard                                      | Fingers (1978) regizat de James Toback                                                      |
| Beau Geste (1939) regizat de William A. Wellman                                                       | Beau Geste (1926) regizat de Herbert Brenon Based on the book by P. C. Wren                 |
| Bedazzled (2000) regizat de Harold Ramis                                                              | Bedazzled (1967) regizat de Stanley Donen                                                   |
| Beongeoli Sam-ryong (1964) regizat de Shin Sang-ok                                                    | Beongeoli Sam-ryong (1929) regizat de Na Woon-gyu                                           |
| Beyond a Reasonable Doubt (2009) regizat de Peter Hyams                                               | Beyond a Reasonable Doubt (1956) regizat de Fritz Lang                                      |
| The Big Show (1961) regizat de James B. Clark Broken Lance (1954) regizat de Edward Dmytryk           | House of Strangers (1949) regizat de Joseph L. Mankiewicz                                   |
| The Big Stampede (1932) regizat de Tenny Wright                                                       | Land Beyond the Law (1927) regizat de Harry Joe Brown                                       |
| Billy Jack Goes to Washington (1977) regizat de Tom Laughlin                                          | Mr. Smith Goes to Washington (1939) regizat de Frank Capra                                  |
| The Birdcage (1996) regizat de Mike Nichols                                                           | La Cage aux Folles (1978) regizat de Édouard Molinaro                                       |
| Black Caesar (1973) regizat de Larry Cohen                                                            | Little Caesar (1931) regizat de Mervyn LeRoy                                                |
| Black Christmas (2006) regizat de Glen Morgan                                                         | Black Christmas (1974) regizat de Bob Clark                                                 |
| Blame it on Rio (1984) regizat de Stanley Donen                                                       | Un moment d'egarement (1977) regizat de Claude Berri                                        |
| The Blob (1988) regizat de Chuck Russell                                                              | The Blob (1958) regizat de Irvin S. Yeaworth Jr.                                            |
| Blood Diner (1987) regizat de Jackie Kong                                                             | Blood Feast (1963) regizat de Herschell Gordon Lewis                                        |
| Bored of Education (1936) regizat de Gordon Douglas                                                   | Teacher's Pet (1930) regizat de Robert F. McGowan                                           |
| Born Yesterday (1993) regizat de Luis Mandoki                                                         | Born Yesterday (1950) regizat de George Cukor Based on the play by Garson Kanin             |
| Boudu (2005) regizat de Gérard Jugnot                                                                 | Boudu Saved from Drowning (1932) regizat de Jean Renoir                                     |
| The Boy Cried Murder (1966) regizat de George P. Breakston                                            | The Window (1949) regizat de Ted Tetzlaff Based on The Boy Cried Murder by Cornell Woolrich |
| Breathless (1983) regizat de Jim McBride                                                              | Breathless (1960) regizat de Jean-Luc Godard                                                |
| Brian's Song (2001) regizat de John Gray                                                              | Brian's Song (1971) regizat de Buzz Kulik                                                   |
| Brothers (2009) regizat de Jim Sheridan                                                               | Brødre (2004) regizat de Susanne Bier                                                       |
| A Bucket of Blood (1995) regizat de Michael McDonald                                                  | A Bucket of Blood (1959) regizat de Roger Corman                                            |
| Buddy Buddy (1981) regizat de Billy Wilder                                                            | L'Emmerdeur (1973) regizat de Edouard Molinaro                                              |
| The Burmese Harp (1985) regizat de Kon Ichikawa                                                       | The Burmese Harp (1956) regizat de Kon Ichikawa                                             |

## C
| Remake | Versiunea originală                                                                                        |
| --- | --- |
| The Cabinet of Dr. Caligari (2005) regizat de David Lee Fisher                                               | The Cabinet of Dr. Caligari (1920) regizat de Robert Wiene                                                 |
| Cape Fear (1991) regizat de Martin Scorsese                                                                  | Cape Fear (1962) regizat de J. Lee Thompson                                                                |
| Carnival of Souls (1998) regizat de Adam Grossman & Ian Kessner                                              | Carnival of Souls (1962) regizat de Herk Harvey                                                            |
| Carrie (2013) regizat de Kimberly Peirce                                                                     | Carrie (1976) regizat de Brian De Palma Based on the novel by Stephen King                                 |
| The Cat and the Canary (1939) regizat de Elliott Nugent                                                      | The Cat and the Canary (1927) regizat de Paul Leni                                                         |
| Cat People (1982) regizat de Paul Schrader                                                                   | Cat People (1942) regizat de Jacques Tourneur                                                              |
| Catch That Kid (2004) regizat de Bart Freundlich                                                             | Klatretøsen (2002) regizat de Hans Fabian                                                                  |
| The Champ (1979) regizat de Franco Zeffirelli                                                                | The Champ (1931) regizat de King Vidor                                                                     |
| Chickens Come Home (1931) regizat de Hal Roach                                                               | Love 'em and Weep (1927) regizat de Fred Guiol                                                             |
| The Children's Hour (1961) regizat de William Wyler                                                          | These Three (1936) regizat de William Wyler Based on the 1934 play The Children's Hour, by Lillian Hellman |
| Chloe (2009) regizat de Atom Egoyan                                                                          | Nathalie... (2004) regizat de Anne Fontaine                                                                |
| City of Angels (1998) regizat de Brad Silberling                                                             | Der Himmel über Berlin or Wings of Desire (1987) regizat de Wim Wenders                                    |
| Clash of the Titans (2010) regizat de Louis Leterrier                                                        | Clash of the Titans (1981) regizat de Desmond Davis                                                        |
| Classmates (2007) regizat de K. Vijaya Bhaskar                                                               | Classmates (2006) regizat de Lal Jose                                                                      |
| Cloak & Dagger (1984) regizat de Richard Franklin The Boy Cried Murder (1966) regizat de George P. Breakston | The Window (1949) regizat de Ted Tetzlaff Based on The Boy Cried Murder by Cornell Woolrich                |
| Colorado Territory (1949) regizat de Raoul Walsh                                                             | High Sierra (1941) regizat de Raoul Walsh                                                                  |
| The Computer Wore Tennis Shoes (1995) regizat de Peyton Reed                                                 | The Computer Wore Tennis Shoes (1969) regizat de Robert Butler                                             |
| The Counter Jumper (1922) regizat de Larry Semon                                                             | The Grocery Clerk (1919) regizat de Larry Semon                                                            |
| Cousins (1989) regizat de Joel Schumacher                                                                    | Cousin, cousine (1975) regizat de Jean-Charles Tacchella                                                   |
| Crackers (1984) regizat de Louis Malle                                                                       | Big Deal on Madonna Street (1958) regizat de Mario Monicelli                                               |
| The Crazies (2010) regizat de Breck Eisner                                                                   | The Crazies (1973) regizat de George A. Romero                                                             |
| Crime School (1938) regizat de Lewis Seiler                                                                  | The Mayor of Hell (1933) regizat de Archie Mayo & Michael Curtiz                                           |
| Criminal (2004) regizat de Gregory Jacobs                                                                    | Nueve reinas (2000) regizat de Fabián Bielinsky                                                            |

## D
| Remake | Versiunea originală                                                                                          |
| --- | --- |
| D.O.A. (1988) regizat de Annabel Jankel & Rocky Morton | D.O.A. (1950) regizat de Rudolph Maté                                                                        |
| The Dark Mirror (1984) regizat de Richard Lang | The Dark Mirror (1946) regizat de Robert Siodmak                                                             |
| Dark Water (2005) regizat de Walter Salles | Dark Water (2002) regizat de Hideo Nakata                                                                    |
| Dawn of the Dead (2004) regizat de Zack Snyder | Dawn of the Dead (1978) regizat de George A. Romero                                                          |
| The Dawn Patrol (1938) regizat de Edmund Golding | The Dawn Patrol (1930) regizat de Howard Hawks                                                               |
| Day of the Dead (2008) regizat de Steve Miner | Day of the Dead (1985) regizat de George A. Romero                                                           |
| The Day the Earth Stood Still (2008) regizat de Scott Derrickson | The Day the Earth Stood Still (1951) regizat de Robert Wise                                                  |
| Dead of Winter (1987) regizat de Arthur Penn | My Name Is Julia Ross (1945) regizat de Joseph H. Lewis                                                      |
| Death at a Funeral (2010) regizat de Neil LaBute | Death at a Funeral (2007) regizat de Frank Oz                                                                |
| Death Race (2008) regizat de Paul W.S. Anderson | Death Race 2000 (1975) regizat de Paul Bartel                                                                |
| The Debt (2011) regizat de John Madden | The Debt (2007) regizat de Assaf Bernstein                                                                   |
| The Defiant Ones (1986) regizat de David Lowell Rich | The Defiant Ones (1958) regizat de Stanley Kramer                                                            |
| The Departed (2006) regizat de Martin Scorsese | Infernal Affairs (2002) regizat de Wai Keung Lau & Siu Fai Mak                                               |
| Desperate Hours (1990) regizat de Michael Cimino | The Desperate Hours (1955) regizat de William Wyler                                                          |
| Le Deuxième Souffle (2007) regizat de Alain Corneau | Le Deuxième Souffle (1966) regizat de Jean-Pierre Melville                                                   |
| Diabolique (1996) regizat de Jeremiah S. Chechik | Les Diaboliques (1955) regizat de Henri-Georges Clouzot From the novel by Pierre Boileau and Thomas Narcejac |
| Diamond Horseshoe (1945) regizat de George Seaton | The Barker (1928) regizat de George Fitzmaurice                                                              |
| Dinner for Schmucks (2010) regizat de Jay Roach | Le Dîner de Cons (1998) regizat de Francis Veber                                                             |
| Disturbia (2007) regizat de D. J. Caruso | Rear Window (1954) regizat de Alfred Hitchcock From the short story It Had to be Murder by Cornell Woolrich  |
| Dr. Jekyll and Mr. Hyde (1941) regizat de Victor Fleming | Dr. Jekyll and Mr. Hyde (1931) regizat de Rouben Mamoulian                                                   |
| Dr. M (1990) regizat de Claude Chabrol | Dr. Mabuse the Gambler (1922) regizat de Fritz Lang                                                          |
| Billa (2009) regizat de Meher Ramesh Billa (2007) regizat de Vishnuvardhan Don (2006) regizat de Farhan Akhtar Sobharaj (1986) regizat de Sasikumar Billa (1980) regizat de R. Krishnamurthy Yugandhar (1979) regizat de K. S. R. Das | Don (1978) regizat de Chandra Barot                                                                          |
| A Dog of Flanders (1999) regizat de Kevin Brodie | A Dog of Flanders (1959) regizat de James B. Clark                                                           |
| Don't Be Afraid of the Dark (2011) regizat de Troy Nixey | Don't Be Afraid of the Dark (1973) regizat de John Newland                                                   |
| Down (2001) regizat de Dick Maas | De Lift (1983) regizat de Dick Maas                                                                          |
| Down and Out in Beverly Hills (1986) regizat de Paul Mazursky | Boudu sauvé des eaux (1932) regizat de Jean Renoir                                                           |
| Down to Earth (2001) regizat de Chris Weitz & Paul Weitz Heaven Can Wait (1978) regizat de Warren Beatty & Buck Henry | Here Comes Mr. Jordan (1941) regizat de Alexander Hall                                                       |

## E
| Remake                                                                                    | Versiunea originală                                                                  |
| ----------------------------------------------------------------------------------------- | ------------------------------------------------------------------------------------ |
| Eu nu văd, tu nu vorbești, el nu aude (1971) regizor Mario Camerini                       | Crimen (1960) regizor Mario Camerini                                                 |
| The Echo (2008) regizor Yam Laranas                                                       | Sigaw (2004) regizat de Yam Laranas                                                  |
| EDtv (1999) regizat de Ron Howard                                                         | Louis 19, le roi des ondes (1994) regizat de Michel Poulette                         |
| È già ieri (2004) regizat de Giulio Manfredonia                                           | Groundhog Day (1993) regizat de Harold Ramis                                         |
| Ellam Avan Seyal (2008) regizat de Shaji Kailas Sri Mahalakshmi (2007) regizat de Vijayan | Chinthamani Kolacase (2006) regizat de Shaji Kailas                                  |
| Endless Love (2014) regizat de Shana Feste                                                | Endless Love (1981) regizat de Franco Zeffirelli Based on the novel by Scott Spencer |
| Evil Dead (2013) regizat de Fede Alvarez                                                  | The Evil Dead (1981) regizat de Sam Raimi                                            |
| The Eye (2008) regizat de David Moreau & Xavier Palud                                     | The Eye (2002) regizat de Oxide Pang & Danny Pang                                    |
| Exorcist: The Beginning (2004) regizat de Renny Harlin                                    | Dominion: Prequel to the Exorcist (2005) regizat de Paul Schrader                    |
| The Experiment (2010) regizat de Paul Scheuring                                           | Das Experiment (2001) regizat de Oliver Hirschbiegel                                 |

## F
| Remake                                                                                                 | Versiunea originală                                                                           |
| --- | --------------------------------------------------------------------------------------------- |
| Fame (2009) regizat de Kevin Tancharoen                                                                | Fame (1980) regizat de Alan Parker                                                            |
| Fatal Attraction (1987) regizat de Adrian Lyne                                                         | Diversion (A British TV film)                                                                 |
| Father of the Bride (1991) regizat de Charles Shyer                                                    | Father of the Bride (1950) regizat de Vincente Minnelli Based on the novel by Edward Streeter |
| Fathers' Day (1997) regizat de Ivan Reitman                                                            | Les Compères (1983) regizat de Francis Veber                                                  |
| FC Venus (2006) regizat de Ute Wieland                                                                 | FC Venus (2005) regizat de Joona Tena                                                         |
| The Fiend Who Walked the West (1958) regizat de Gordon Douglas                                         | Kiss of Death (1947) regizat de Henry Hathaway                                                |
| The Firm (2009) regizat de Nick Love                                                                   | The Firm (1988) regizat de Alan Clarke                                                        |
| A Fistful of Dollars/Per un pugno di dollari (1964) regizat de Sergio Leone                            | Yojimbo (1961) regizat de Akira Kurosawa                                                      |
| Los que volvieron (1948) regizat de Alejandro Galindo Back from Eternity (1956) regizat de John Farrow | Five Came Back (1939) regizat de John Farrow                                                  |
| Fled (1996) regizat de Kevin Hooks The Defiant Ones (1986) regizat de David Lowell Rich                | The Defiant Ones (1958) regizat de Stanley Kramer                                             |
| Flight of the Phoenix (2004) regizat de John Moore                                                     | The Flight of the Phoenix (1965) Robert Aldrich                                               |
| Flipper (1996) regizat de Alan Shapiro                                                                 | Flipper (1963) regizat de James B. Clark                                                      |
| Floating Weeds (1959) regizat de Yasujirō Ozu                                                          | A Story of Floating Weeds (1934) regizat de Yasujirō Ozu                                      |
| Flubber (1997) regizat de Les Mayfield                                                                 | The Absent-Minded Professor (1961) regizat de Robert Stevenson                                |
| The Fly (1986) regizat de David Cronenberg                                                             | The Fly (1958) regizat de Kurt Neumann                                                        |
| The Fog (2005) regizat de Rupert Wainwright                                                            | The Fog (1980) regizat de John Carpenter                                                      |
| Footloose (2011) regizat de Craig Brewer                                                               | Footloose (1984) regizat de Herbert Ross                                                      |
| Forbidden Fruit (1921) regizat de Cecil B. DeMille                                                     | The Golden Chance (1915) regizat de Cecil B. DeMille                                          |
| Four Brothers (2005) regizat de John Singleton                                                         | The Sons of Katie Elder (1965) regizat de Henry Hathaway                                      |
| Freaky Friday (2003) regizat de Mark Waters Freaky Friday (1995) regizat de Melanie Mayron             | Freaky Friday (1976) regizat de Gary Nelson Based on the novel by Mary Rodgers                |
| Friday the 13th (2009) regizat de Marcus Nispel                                                        | Friday the 13th (1980) regizat de Sean S. Cunningham                                          |
| Fright Night (2011) regizat de Craig Gillespie                                                         | Fright Night (1985) regizat de Tom Holland                                                    |
| The Front Page (1974) regizat de Billy Wilder                                                          | The Front Page (1931) regizat de Lewis Milestone                                              |
| Fun with Dick and Jane (2005) regizat de Dean Parisot                                                  | Fun with Dick and Jane (1977) regizat de Ted Kotcheff                                         |
| Funny Games (2008) regizat de Michael Haneke                                                           | Funny Games (1997) regizat de Michael Haneke                                                  |

## G
| Remake                                                                                 | Versiunea originală                                                                   |
| -------------------------------------------------------------------------------------- | ------------------------------------------------------------------------------------- |
| Gaby (1956) regizat de Curtis Bernhardt Waterloo Bridge (1940) regizat de Mervyn LeRoy | Waterloo Bridge (1931) regizat de James Whale Based on the play by Robert E. Sherwood |
| Gambit (2012) regizat de Michael Hoffman                                               | Gambit (1966) regizat de Ronald Neame                                                 |
| The Getaway (1994) regizat de Roger Donaldson                                          | The Getaway (1972) regizat de Sam Peckinpah                                           |
| Get Carter (2000) regizat de Stephen Kay                                               | Get Carter (1971) regizat de Mike Hodges                                              |
| Gharshana (2004) regizat de Gautham Menon                                              | Kaakha Kaakha (2003) regizat de Gautham Menon                                         |
| Gloria (1999) regizat de Sidney Lumet                                                  | Gloria (1980) regizat de John Cassavetes                                              |
| Godzilla (2014) regizat de Gareth Edwards Godzilla (1998) regizat de Roland Emmerich   | Gojira (1954) regizat de Ishirō Honda                                                 |
| Gone in 60 Seconds (2000) regizat de Dominic Sena                                      | Gone in 60 Seconds (1974) regizat de H. B. Halicki                                    |
| The Goodbye Girl (2004) regizat de Richard Benjamin                                    | The Goodbye Girl (1977) regizat de Herbert Ross                                       |
| The Good Companions (1957) regizat de J. Lee Thompson                                  | The Good Companions (1933) regizat de Victor Saville                                  |
| Good Morning (1959) regizat de Yasujirō Ozu                                            | I Was Born, But... (1932) regizat de Yasujirō Ozu                                     |
| The Good Thief (2002) regizat de Neil Jordan                                           | Bob le flambeur (1955) regizat de Jean-Pierre Melville                                |
| Gordon of Ghost City (1933) regizat de Ray Taylor                                      | Flaming Guns (1932) regizat de Arthur Rosson                                          |
| The Grudge (2004) regizat de Takashi Shimizu                                           | Ju-on: The Grudge (2003) regizat de Takashi Shimizu                                   |
| Guess Who (2005) regizat de Kevin Rodney Sullivan                                      | Guess Who's Coming to Dinner (1967) regizat de Stanley Kramer                         |

## H
| Remake                                                                      | Versiunea originală                                                                                             |
| --------------------------------------------------------------------------- | --- |
| Halloween (2007) regizat de Rob Zombie                                      | Halloween (1978) regizat de John Carpenter                                                                      |
| The Hand (1981) regizat de Oliver Stone                                     | The Beast with Five Fingers (1946) regizat de Robert Florey                                                     |
| Happy New Year (1987) regizat de John G. Avildsen                           | La bonne année (1972) regizat de Claude Lelouch                                                                 |
| Hara-Kiri: Death of a Samurai (2011) regizat de Takashi Miike               | Harakiri (1962) regizat de Masaki Kobayashi                                                                     |
| The Hasty Heart (1983) regizat de Martin M. Speer                           | The Hasty Heart (1949) regizat de Vincent Sherman                                                               |
| Haunted Gold (1932) regizat de Mack V. Wright                               | The Phantom City (1928) regizat de Albert S. Rogell                                                             |
| The Haunting (1999) regizat de Jan de Bont                                  | The Haunting (1963) regizat de Robert Wise                                                                      |
| Head Above Water (1996) regizat de Jim Wilson                               | Hodet over vannet (1993) regizat de Nils Gaup                                                                   |
| The Heartbreak Kid (2007) regizat de Bobby Farrelly & Peter Farrelly        | The Heartbreak Kid (1972) regizat de Elaine May Based on the short story A Change of Plan by Bruce Jay Friedman |
| Heat (1995) regizat de Michael Mann                                         | L.A. Takedown (1989) regizat de Michael Mann                                                                    |
| High Noon (2000) regizat de Rod Hardy Outland (1981) regizat de Peter Hyams | High Noon (1952) regizat de Fred Zinnemann                                                                      |
| The Hills Have Eyes (2006) regizat de Alexandre Aja                         | The Hills Have Eyes (1977) regizat de Wes Craven                                                                |
| The Hitcher (2007) regizat de Dave Meyers                                   | The Hitcher (1986) regizat de Robert Harmon                                                                     |
| Holiday (1938) regizat de George Cukor                                      | Holiday (1930) regizat de Edward H. Griffith                                                                    |
| Homeward Bound: The Incredible Journey (1993) regizat de Duwayne Dunham     | The Incredible Journey (1963) regizat de Fletcher Markle Based on the novel by Sheila Burnford                  |
| Hoodman Blind (1923) regizat de John Ford                                   | Hoodman Blind (1913) regizat de James Gordon                                                                    |
| House on Haunted Hill (1999) regizat de William Malone                      | House on Haunted Hill (1959) regizat de William Castle                                                          |
| House of Wax (1953) regizat de André de Toth                                | Mystery of the Wax Museum (1933) regizat de Michael Curtiz                                                      |
| How to Make a Monster (2001) regizat de George Huang                        | How to Make a Monster (1958) regizat de Herbert L. Strock                                                       |

## I
| Remake | Versiunea originală |
| --- | --- |
| I Am Legend (2007) regizat de Francis Lawrence The Omega Man (1971) regizat de Boris Sagal                                                                           | The Last Man on Earth (1964) regizat de Ubaldo Ragona and Sidney Salkow Based on the novel I Am Legend by Richard Matheson |
| I Died A Thousand Times (1955) regizat de Stuart Heisler | High Sierra (1941) regizat de Raoul Walsh                                                                                  |
| I Married a Monster (1998) regizat de Nancy Malone | I Married a Monster from Outer Space (1958) regizat de Nancy Malone                                                        |
| I Saw What You Did (1988) regizat de Fred Walton | I Saw What You Did (1965) regizat de William Castle                                                                        |
| I Spit on Your Grave (2010) regizat de Steven R. Monroe | I Spit on Your Grave (1978) regizat de Meir Zarchi                                                                         |
| I Want to Live! (1983) regizat de David Lowell Rich | I Want to Live! (1958) regizat de Robert Wise                                                                              |
| Ice Castles (2010) regizat de Donald Wrye | Ice Castles (1978) regizat de Donald Wrye                                                                                  |
| Indiscretion of an American Wife (1998) regizat de George Kaczender                                                                                                  | Terminal Station (1953) regizat de Vittorio De Sica                                                                        |
| The In-Laws (2003) regizat de Andrew Fleming | The In-Laws (1979) regizat de Arthur Hiller                                                                                |
| The Initiation of Sarah (2006) regizat de Stuart Gillard | The Initiation of Sarah (1978) regizat de Robert Day                                                                       |
| Insomnia (2002) regizat de Christopher Nolan | Insomnia (1997) regizat de Erik Skjoldbjærg                                                                                |
| Intersection (1994) regizat de Mark Rydell | Les choses de la vie (1970) regizat de Claude Sautet                                                                       |
| In the Good Old Summertime (1949) regizat de Robert Z. Leonard | The Shop Around the Corner (1940) regizat de Ernst Lubitsch                                                                |
| Intermezzo (1939) regizat de Gregory Ratoff | Intermezzo (1936) regizat de Gösta Stevens                                                                                 |
| Interview (2007) regizat de Steve Buscemi | Interview (2003) regizat de Theo van Gogh                                                                                  |
| Invaders from Mars (1986) regizat de Tobe Hooper | Invaders from Mars (1953) regizat de William Cameron Menzies                                                               |
| The Invasion (2007) regizat de Oliver Hirschbiegel The Body Snatchers (1993) regizat de Abel Ferrara Invasion of the Body Snatchers (1978) regizat de Philip Kaufman | Invasion of the Body Snatchers (1956) regizat de Don Siegel                                                                |
| Irma la Douce (1972) regizat de Paul Paviot | Irma la Douce (1963) regizat de Billy Wilder                                                                               |
| Iron Maze (1991) regizat de Hiroaki Yoshida | Rashomon (1950) regizat de Akira Kurosawa                                                                                  |
| The Italian Job (2003) regizat de F. Gary Gray | The Italian Job (1969) regizat de Peter Collinson                                                                          |
| It Happened One Christmas (1977) regizat de Donald Wrye | It's a Wonderful Life (1946) regizat de Frank Capra                                                                        |
| It's Alive (2008) regizat de Josef Rusnak | It's Alive (1974) regizat de Larry Cohen                                                                                   |
| It's Great to Be Alive (1933) regizat de Alfred L. Werker | The Last Man on Earth (1924) regizat de John G. Blystone                                                                   |

## J
| Remake                                                                                               | Versiunea originală                                                                            |
| --- | ---------------------------------------------------------------------------------------------- |
| J'accuse (1938) regizat de Abel Gance                                                                | J'accuse (1919) regizat de Abel Gance                                                          |
| The Jackal (1997) regizat de Michael Caton-Jones                                                     | The Day of the Jackal (1973) regizat de Fred Zinnemann Based on the novel by Frederick Forsyth |
| The Jazz Singer (1980) regizat de Richard Fleischer The Jazz Singer (1952) regizat de Michael Curtiz | The Jazz Singer (1927) regizat de Alan Crosland Based on the play by Samson Raphaelson         |
| Jigoku (1999) regizat de Teruo Ishii Jigoku (1970) regizat de Tatsumi Kumashiro                      | Jigoku (1960) regizat de Nobuo Nakagawa                                                        |
| Jungle 2 Jungle (1997) regizat de John Pasquin                                                       | Un indien dans la ville (1994) regizat de Hervé Palud                                          |
| Just Visiting (2001) regizat de Jean-Marie Poiré                                                     | Les Visiteurs (1993) regizat de Jean-Marie Poiré                                               |
| Nihon Chinbotsu (2006) regizat de Shinji Higuchi                                                     | Nihon Chinbotsu (1973) regizat de Shirô Moritani                                               |

## K
| Remake | Versiunea originală                                                               |
| --- | --------------------------------------------------------------------------------- |
| The Karate Kid (2010) regizat de Harald Zwart                                                                   | The Karate Kid (1984) regizat de John G. Avildsen                                 |
| The Kid from Brooklyn (1946) regizat de Norman Z. McLeod                                                        | The Milky Way (1936) regizat de Leo McCarey                                       |
| King Kong (2005) regizat de Peter Jackson King Kong (1976) regizat de John Guillermin                           | King Kong (1933) regizat de Merian C. Cooper & Ernest B. Schoedsack               |
| A Kiss Before Dying (1991) regizat de James Dearden                                                             | A Kiss Before Dying (1956) regizat de Gerd Oswald Based on the novel by Ira Levin |
| Kiss Me Goodbye (1982) regizat de Robert Mulligan                                                               | Dona Flor and Her Two Husbands (1976) regizat de Bruno Barreto                    |
| Kiss of Death (1995) regizat de Barbet Schroeder The Fiend Who Walked the West (1958) regizat de Gordon Douglas | Kiss of Death (1947) regizat de Henry Hathaway                                    |
| Korei (2000) dir Kiyoshi Kurosawa                                                                               | Séance on a Wet Afternoon (1965) regizat de Bryan Forbes                          |

## L
| Remake | Versiunea originală |
| --- | --- |
| The Lady Vanishes (1979) regizat de Anthony Page                                                                    | The Lady Vanishes (1938) regizat de Alfred Hitchcock                                                                         |
| The Land That Time Forgot (2009) regizat de C. Thomas Howell                                                        | The Land That Time Forgot (1975) regizat de Kevin Connor Based on the 1918 novel of the same name by Edgar Rice Burroughs    |
| The Lake House (2006) regizat de Alejandro Agresti                                                                  | Il Mare (2000) regizat de Hyun-seung Lee                                                                                     |
| Last Holiday (2006) regizat de Wayne Wang                                                                           | Last Holiday (1950) regizat de Henry Cass                                                                                    |
| The Last House on the Left (2009) regizat de Dennis Iliadis The Last House on the Left (1972) regizat de Wes Craven | The Virgin Spring (1960) regizat de Ingmar Bergman                                                                           |
| The Last Kiss (2006) regizat de Tony Goldwyn                                                                        | L'ultimo bacio (2001) |
| Last Man Standing (1996) regizat de Walter Hill A Fistful of Dollars (1964) regizat de Sergio Leone                 | Yojimbo (1961) regizat de Akira Kurosawa                                                                                     |
| Laughing Gravy (1931) regizat de James W. Horne                                                                     | Angora Love (1929) regizat de Lewis R. Foster                                                                                |
| Let Me In (2010) regizat de Matt Reeves                                                                             | Let The Right One In (2008) regizat de Tomas Alfredson Based on the 2004 novel Let the Right One In by John Ajvide Lindqvist |
| Easy to Wed (1946) regizat de Edward Buzzell                                                                        | Libeled Lady (1936) regizat de Jack Conway                                                                                   |
| Lifepod (1993) regizat de Ron Silver                                                                                | Lifeboat (1944) regizat de Alfred Hitchcock                                                                                  |
| Little Fugitive (2006) regizat de Joanna Lipper                                                                     | Little Fugitive (1953) regizat de Ray Ashley                                                                                 |
| Little Miss Marker (1980) regizat de Walter Bernstein Sorrowful Jones (1949) regizat de Sidney Lanfield             | Little Miss Marker (1934) regizat de Alexander Hall Based on a short story by Damon Runyon                                   |
| Little Shop of Horrors (1986) regizat de Frank Oz                                                                   | Little Shop of Horrors (1960) regizat de Roger Corman                                                                        |
| LOL: Laughing Out Loud (2011) regizat de Lisa Azuelos                                                               | LOL (Laughing Out Loud) (2008) regizat de Lisa Azuelos                                                                       |
| The Longest Yard (2005) regizat de Peter Segal Mean Machine (2001) regizat de Barry Skolnick                        | The Longest Yard (1974) regizat de Robert Aldrich                                                                            |
| Long Fliv the King (1926) regizat de Leo McCarey                                                                    | His Royal Slyness (1920) regizat de Hal Roach                                                                                |
| The Long, Hot Summer (1985) regizat de Stuart Cooper                                                                | The Long, Hot Summer (1958) regizat de Martin Ritt                                                                           |
| The Long Night (1947) regizat de Anatole Litvak                                                                     | Le Jour se lève (1937) regizat de Marcel Carné                                                                               |
| Lost Horizon (1973) regizat de Charles Jarrott                                                                      | Lost Horizon (1937) regizat de Frank Capra                                                                                   |
| The Lost Patrol (1934) regizat de John Ford                                                                         | Lost Patrol (1929) regizat de Walter Summers                                                                                 |
| Love Affair (1994) regizat de Glenn Gordon Caron An Affair to Remember (1957) regizat de Leo McCarey                | Love Affair (1939) regizat de Leo McCarey                                                                                    |
| Love Don't Cost a Thing (2003) regizat de Troy Beyer                                                                | Can’t Buy Me Love (1987) regizat de Steve Rash                                                                               |
| Lure of the Wilderness (1952) regizat de Jean Negulesco                                                             | Swamp Water (1941) regizat de Jean Renior                                                                                    |

## M
| Remake | Versiunea originală                                                                          |
| --- | -------------------------------------------------------------------------------------------- |
| M (1951) regizat de Joseph Losey | M (1931) regizat de Fritz Lang                                                               |
| Mädchen in Uniform (1958) regizat de Géza von Radványi | Mädchen in Uniform (1931) regizat de Leontine Sagan                                          |
| The Magnificent Ambersons (2002) regizat de Alfonso Arau | The Magnificent Ambersons (1942) regizat de Orson Welles                                     |
| The Magnificent Seven (1960) regizat de John Sturges | Seven Samurai (1954) regizat de Akira Kurosawa                                               |
| Main Aisa Hi Hoon (2005) regizat de Harry Baweja | I Am Sam (2001) regizat de Jessie Nelson                                                     |
| Major Payne (1995) regizat de Nick Castle | The Private War of Major Benson (1955) regizat de Jerry Hopper                               |
| The Man They Could Not Hang (1939) regizat de Nick Grinde | The Walking Dead (1936) regizat de Michael Curtiz                                            |
| The Man with One Red Shoe (1985) regizat de Stan Dragoti | Le Grand Blond avec une chaussure noire (1972) regizat de Yves Robert                        |
| The Man Without a Country (1937) regizat de Crane Wilbur | The Man Without a Country (1917) regizat de Ernest C. Warde                                  |
| The Man Who Knew Too Much (1956) regizat de Alfred Hitchcock | The Man Who Knew Too Much (1934) regizat de Alfred Hitchcock                                 |
| The Man Who Loved Women (1983) regizat de Blake Edwards | The Man Who Loved Women (1977) regizat de François Truffaut                                  |
| The Manchurian Candidate (2004) regizat de Jonathan Demme | The Manchurian Candidate (1962) regizat de John Frankenheimer                                |
| Bhool Bhulaiyaa (2007) regizat de Priyadarshan Rajmohol (2005) regizat de Sapan Saha Chandramukhi (2005) regizat de P. Vasu Apthamitra (2004) regizat de P. Vasu | Manichitrathazhu (1993) regizat de Fazil                                                     |
| Marcelino Pan y Vino (1979, made-for-TV) regizat de Mario O'Hara Marcellino (1991) regizat de Luigi Comencini                                                    | Marcelino Pan y Vino (1955) regizat de Ladislao Vajda                                        |
| Marilyn Hotchkiss' Ballroom Dancing and Charm School (2005) regizat de Randall Miller                                                                            | Marilyn Hotchkiss' Ballroom Dancing and Charm School (1990)                                  |
| Mark of the Vampire (1935) regizat de Tod Browning | London After Midnight (1927) regizat de Tod Browning                                         |
| Marked Men (1919) regizat de John Ford | The Three Godfathers (1916) regizat de Edward LeSaint                                        |
| Masquerade in Mexico (1945) regizat de Mitchell Leisen | Midnight (1939) regizat de Mitchell Leisen                                                   |
| The Mechanic (2011) regizat de Simon West | The Mechanic (1972) regizat de Michael Winner                                                |
| Meet Joe Black (1998) regizat de Martin Brest | Death Takes a Holiday (1934) regizat de Mitchell Leisen Based on the play by Alberto Casella |
| Meet Me in St. Louis (1966) regizat de Alan D. Courtney Meet Me in St. Louis (1959) regizat de George Schaefer                                                   | Meet Me in St. Louis (1944) regizat de Vincente Minnelli                                     |
| Messenger (1994) regizat de Norman Loftis | Bicycle Thieves (1948) regizat de Vittorio De Sica                                           |
| Mighty Joe Young (1998) regizat de Ron Underwood | Mighty Joe Young (1949) regizat de Ernest B. Schoedsack                                      |
| Miracle on 34th Street (1994) regizat de Les Mayfield Miracle on 34th Street (1973) regizat de Fielder Cook                                                      | Miracle on 34th Street (1947) regizat de George Seaton                                       |
| The Miracle Man (1932) regizat de Norman Z. McLeod | The Miracle Man (1919) regizat de George Loane Tucker                                        |
| Mirrors (2008) regizat de Alexandre Aja Mirrors 2 (2010) regizat de Víctor García                                                                                | Into the Mirror (2003) regizat de Sung-ho Kim                                                |
| Missile to the Moon (1958) regizat de Richard E. Cunha | Cat-Women of the Moon (1953) regizat de Arthur Hilton                                        |
| Mister Roberts (1984) regizat de Melvin Bernhardt | Mister Roberts (1955) regizat de John Ford                                                   |
| Mixed Nuts (1994) regizat de Nora Ephron | Le Père Noël est une ordure (1982) regizat de Jean-Marie Poiré                               |
| Mogambo (1953) regizat de John Ford | Red Dust (1932) regizat de Victor Fleming                                                    |
| The Money Pit (1986) regizat de Richard Benjamin | Mr. Blandings Builds His Dream House (1948) regizat de H. C. Potter                          |
| Moon Over Parador (1988) regizat de Paul Mazursky | The Magnificent Fraud (1939) regizat de Robert Florey                                        |
| Mother's Day (2010) regizat de Darren Lynn Bousman | Mother's Day (1980) regizat de Charles Kaufman                                               |
| Move Over, Darling (1963) regizat de Michael Gordon | My Favorite Wife (1940) regizat de Garson Kanin                                              |
| Mr. Deeds (2002) regizat de Steven Brill | Mr. Deeds Goes to Town (1936) regizat de Frank Capra                                         |
| The Mummy (1999) regizat de Stephen Sommers | The Mummy (1932) regizat de Karl Freund                                                      |
| Uppi Dada M.B.B.S. (2006) regizat de D. Rajendra Babu Shankar Dada MBBS (2004) regizat de Jayanth C. Paranjee Vasool Raja MBBS (2006) regizat de Saran           | Munna Bhai M.B.B.S. (2003) regizat de Rajkumar Hirani                                        |
| My Bloody Valentine 3D (2009) regizat de Patrick Lussier | My Bloody Valentine (1981) regizat de George Mihalka                                         |
| My Father the Hero (1994) regizat de Steve Miner | Mon père, ce héros (1991) regizat de Gérard Lauzier                                          |
| My Man Godfrey (1957) regizat de Henry Koster | My Man Godfrey (1936) regizat de Gregory La Cava                                             |
| My Sassy Girl (2008) regizat de Yann Samuell | Yeopgijeogin geunyeo (2001) regizat de Jae-young Kwak                                        |